# Emplumecer

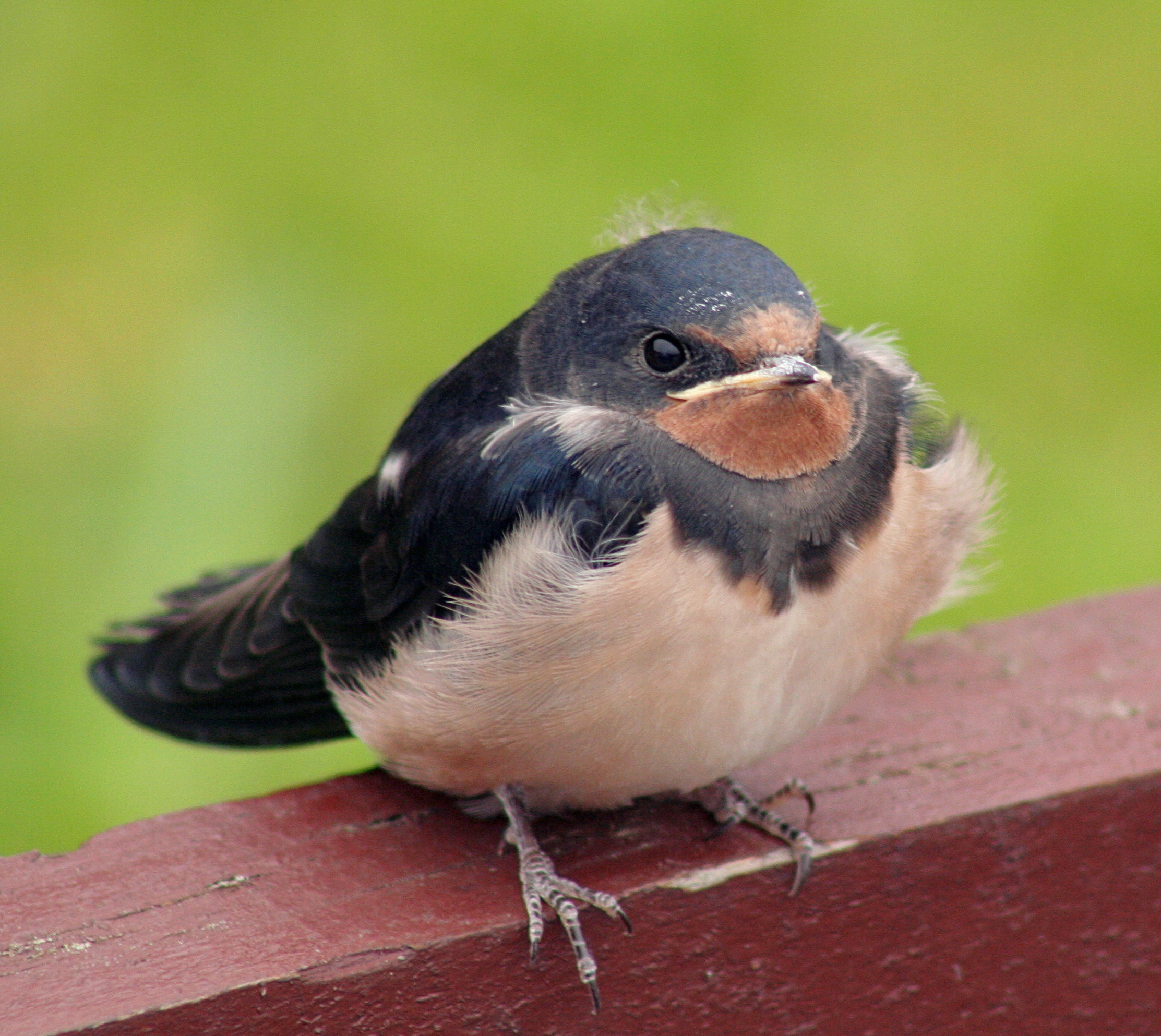
Un polluelo de Hirundo rustica emplumeciendo.

Se dice que un ave emplumece cuando las plumas y los músculos de las alas están lo suficientemente desarrollados como para volar. La palabra también describe la acción de los progenitores para llevar al pichón de un estado de pleno crecimiento.
En ornitología, el significado del término varía y depende de las especies. Se suele considerar que los pájaros atravesaron ya esta etapa cuando abandonan el nido, aunque no puedan volar todavía. Algunas definiciones de la palabra refieren a la independencia del polluelo de los adultos, quienes suelen continuar alimentándolo luego de que deje el nido y sea capaz de volar. 
Una especie notable, Synthliboramphus antiquus, emplumece dos días después de nacer, saliendo así de su nido terrestre hacia el océano y sus progenitores. Una vez que llega al océano, ellos lo protegen varias semanas. Otras, como Uria aalge o Phalacrocorax dejan el nido cuando aún no son capaces de volar, o lo hacen con dificultad. Cuando este último emplumece, su comportamiento es espectacular; el adulto guía al pichón por desfiladeros y acantilados para volar con él en descenso. El polluelo deberá lanzarse al vacío e intentar volar lo más lejos posible, aterrizando en el suelo antes de continuar hacia el océano. 
- Datos: Q2914884
- Multimedia: Fledglings / Q2914884